# SKETCH (石井竜也のアルバム)
『SKETCH』（スケッチ）は、2005年3月24日発売された石井竜也9枚目のスタジオ・アルバム。

## 解説
金子隆博全面プロデュースのメッセージ性に重点を置いたアルバム。完全生産限定盤には石井デザインのオブジェ『ソラヲ』が付属。

## 収録曲
| 全作詞・作曲: 石井竜也。 |                    |           |            |                    |      |
| #                        | タイトル           | 作詞      | 作曲・編曲 | 編曲               | 時間 |
| 1.                       | 「未完成の自画像」 | 石井竜也  | 石井竜也   | 金子隆博・近田潔人 | 4:55 |
| 2.                       | 「心の言葉」       | 石井竜也  | 石井竜也   | 金子隆博・近田潔人 | 5:30 |
| 3.                       | 「アナタノソラ」   | 石井竜也  | 石井竜也   | 金子隆博・近田潔人 | 5:12 |
| 4.                       | 「まどろみの午後」 | 石井竜也  | 石井竜也   | 金子隆博・近田潔人 | 3:52 |
| 5.                       | 「LINE」           | 石井竜也  | 石井竜也   | 金子隆博・近田潔人 | 4:58 |
| 6.                       | 「砂の川」         | 石井竜也  | 石井竜也   | 金子隆博・近田潔人 | 5:31 |
| 7.                       | 「CAFE」           | 石井竜也  | 石井竜也   | 金子隆博・近田潔人 | 4:32 |
| 8.                       | 「闇に光が」       | 石井竜也  | 石井竜也   | 金子隆博・近田潔人 | 4:19 |
| 9.                       | 「GARDEN ROSE」    | 石井竜也  | 石井竜也   | 金子隆博・近田潔人 | 3:33 |
| 10.                      | 「空〜SORA〜」     | 石井竜也  | 石井竜也   | 金子隆博・近田潔人 | 4:59 |
| 合計時間:                | 合計時間:          | 合計時間: | 47:21      |                    |      |

### 楽曲解説
1. 未完成の自画像
『石 〜Best of Best〜』にも収録。
2. 心の言葉
19thシングル。
3. アナタノソラ
19thシングルカップリングのアルバム・ヴァージョン。
4. まどろみの午後
自分の子供に対しての思いを歌った曲。
5. LINE
6. 砂の川
7. CAFE
8. 闇に光が
9. GARDEN ROSE
10. 空〜SORA〜
石井が初めて東京に来た頃のことを思い出しながら書いた曲。